# Ante Bušelić
Ante Tonći Bušelić (ur. 1931 – zm. 13 września 2017) – chorwacki trener piłkarski. Był selekcjonerem reprezentacji Zambii.

## Kariera trenerska
Bušelić dwukrotnie był selekcjonerem reprezentacji Zambii - w latach 1971-1976 i 1982. W 1974 roku zajął z nią 2. miejsce w Pucharze Narodów Afryki 1974. Z kolei w 1982 roku w trakcie trwania Pucharu Narodów Afryki 1982 zastąpił Theodore Dumitru. Z Zambią zajął 3. miejsce w tym turnieju.